# Raumobanan
|  | Non-passenger head station |

|  | Unknown BSicon "STR+GRZq" |

|  | Non-passenger station/depot on track |

|  | Non-passenger station/depot on track |

|  | Unknown BSicon "eHST" |

|  | Unknown BSicon "eHST" |

|  | Non-passenger station/depot on track |

| Unknown BSicon "KBSTaq" | Unknown BSicon "ABZgr" |

|  | Unknown BSicon "ABZg+l" |

|  | Station on track |

|  | Straight track |

|  | Non-passenger head station |

|  | Unknown BSicon "STR+GRZq" |

|  | Non-passenger station/depot on track |

|  | Non-passenger station/depot on track |

|  | Unknown BSicon "eHST" |

|  | Unknown BSicon "eHST" |

|  | Non-passenger station/depot on track |

| Unknown BSicon "KBSTaq" | Unknown BSicon "ABZgr" |

|  | Unknown BSicon "ABZg+l" |

|  | Station on track |

|  | Straight track |

Raumobanan är en bansträckning som tillhör det finländska järnvägsnätet och som går från Kumo till Raumo. Banans längd är 47 kilometer, och den färdigställdes 1897. Från Kiukais finns ett sällan använt förgreningsspår som går till Säkylä.
Banan var Finlands enda kommunala järnväg fram till 1950, då den såldes till VR. Passagerartransport på järnvägen upphörde 1988. Godstrafiken är ännu livlig och banan elektrifierades 1997.

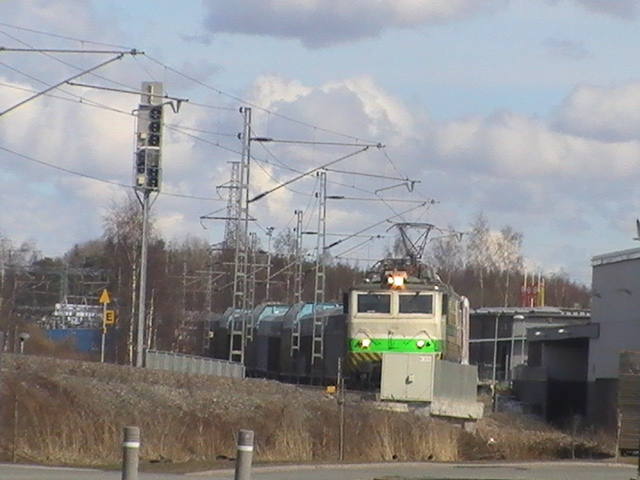
Sr1-lok med godståg i Raumo i april 2014.